# モナ・ヨハネソン
モナ・ヨハネソン（Mona Johannesson、1986年9月18日 - ）は、スウェーデンの女性ファッションモデル。

## 来歴
14歳の時にIMGからスカウトされる。当時は学生だったため、学校が終わった時のみ活動していた。その後イギリス・ロンドンに移り、本格的にキャリアをスタートさせる。「次のケイト・モス（The Next Kate Moss）」として呼ばれるようになる。